# Morrigan Aensland
Morrigan Aensland es un personaje de videojuegos de la compañía japonesa Capcom. Su primera aparición fue en la saga Darkstalkers. Ella es una anti-heroina y protagonista de Darkstalkers.

## Biografía
Morrigan nació en 1678 en Escocia, y es una súcubo. Es la hija adoptiva de Belial. Dado que en la familia de Belial no nacería un heredero lo suficientemente poderoso para ocupar su trono este optó por adoptar como su hija a una niña súcubo que nació con un gran nivel de poder. Morrigan era extremadamente poderosa, tanto que Belial separó y selló en tres partes su energía, una de estas partes la alojó en sí mismo y otra buena parte de su poder, fue sellada en una dimensión creada por él mismo, eventualmente tomó forma y se personificó en otra súcubo, llamada Lilith. Finalmente Morrigan se volvió cabeza de la familia Aensland después del fallecimiento de Belial.
Por último, cuando conoce a Lilith, ambas se unen.
Morrigan es una luchadora versátil, que tiene una amplia gama de ataques físicos y mágicos. Hermosa, provocativa, confiada, presuntuosa, y juguetona, Morrigan puede ser llamada muchas cosas ya que ella es una súcubo. Es una villana malvada que solo le interesa violar y matar humanos para comer sus almas. 
En cambio ella es extrañamente amable y accesible a pesar de su glamorosa e imponente apariencia, quizás en parte debido a sus frecuentes visitas al mundo más mundano para perseguir el disfrutar placeres hedonistas. Siempre está en busca de satisfacer su propia hambre y, a menudo, eludirá sus responsabilidades como actual dirigente de la Familia Aensland para tratar de encontrar algo más atractivo.
Tras los acontecimientos del videojuego Vampire Savior: The Lord of Vampire, una vez que Morrigan y Lilith se fusionan de nuevo en una sola entidad, siente que algo dentro de ella ha cambiado. 
Durante su propia secuencia final, obtiene una visión más alegre y brillante del mundo y ahora siente que puede hacer cualquier cosa. Durante la secuencia final de Lilith, siente el deseo de usar el Anillo Isis, el artículo que usan aquellos que se convierten en Amos de Aensland, y parece aceptar su papel como gobernante de Makai, incluso si ella no entiende bien el por qué.
Su apariencia es de una joven hermosa y voluptuosa, con un largo cabello color verde claro, y con orejas de alas de murciélago, así como un par de alas de este animal en su espalda. 
Morrigan puede transformar sus alas en aguijones y los bordes de las mismas en cuchillas cuando ataca a sus enemigos, así como usar las alas de su espalda como escudo para defenderse de los ataques enemigos, dándole gran versatilidad en batalla y permitiéndole utilizar sus alas casi como cualquier arma imaginable. 
Sus alas también pueden separarse de ella y formar una nube de murciélagos. Ella usa una variedad de ataques mágicos también, como bolas de energía, crear ilusiones y clones de sí misma. Morrigan dentro de sus atributos posee agilidad, velocidad, reflejos, regeneración y fuerza sobrehumanos.
Por lo general, se decía que la raza de súcubos absorbe el espíritu del sexo opuesto y lo utiliza como su propia fuente de energía. Pero las súcubos que viven en la Familia Aensland son ligeramente diferentes. Crean un líquido de secreción especial en su cuerpo cuando están ya sea física o mentalmente estimuladas. Estas usan este líquido para mantener su propia vida. Si alguna fuera a ser atrapada dentro de una pequeña zona aislada, esta moriría dentro de dos días debido a la falta de estímulos.
Esto se debe a que el líquido necesario para mantener su vida no puede ser secretado. Pero para compensar esto, se han vuelto capaces de mirar dentro de los sueños de los demás. Cuando no recibieran ningún estímulo, desarrollaron otras maneras de buscar la emoción. Cuando una criatura sueña, se forma un líquido especial de secreción en el cerebro. Una súcubo puede tomar este líquido desde el exterior. Aquellos que han sido robados de este liquido especial sienten una sensación extraña, como si el sueño de uno mismo fuera completamente quitado. Esto es muy diferente a no tener ningún recuerdo de un sueño. Este líquido, que la súcubo ha robado, se disuelve en el cuerpo de dicha súcubo y se compone.

## Poderes y ataques especiales
Como personaje dentro de los videojuegos, Morrigan cuenta con una amplia gama de ataques y poderes que la hacen ser un rival bastante temido. Los ataques van desde aguijones, patadas y golpes hasta proyecciones de energía mágica y otros Ataques Especiales. Estos movimientos se pueden hacer continuamente, ayudando mientras tanto a cargar la barra para los Poderes especiales que solo pueden efectuarse en cantidades muy limitadas, de acuerdo a la Barra de Energía Especial.
Morrigan puede transformar sus alas en aguijones y los bordes de las mismas en cuchillas cuando ataca a sus enemigos, así como usar las alas de su espalda como escudo para defenderse de los ataques enemigos, dándole gran versatilidad en batalla y permitiéndole utilizar sus alas casi como cualquier arma imaginable. 
Sus alas también pueden separarse de ella y formar una nube de murciélagos. Ella usa una variedad de ataques mágicos también, como bolas de energía, crear ilusiones y clones de sí misma. Morrigan dentro de sus atributos posee agilidad, velocidad, reflejos, regeneración y fuerza sobrehumanos.

## Apariencia
- Nombre Completo: Morrigan Aensland
- Tipo: Súcubo
- Origen: Mundo Diabólico (Reino de Makai)
- Año nacimiento: 1678
- Altura: 1,72 m (5 ft 8 in)
- Peso: 57.6 kg (127 lb)
- Vel. 4.9
- Def. 4.7
- Rec. 2.6
- Escenario: Desert Chateau
- Mejor EX.special: Darkness Illusion
- Medidas: B 99B, C 52, C 99

### Ataques especiales
- Soul Fist:

Este ataque es el "fireball" (bola de fuego) de Morrigan, traído desde Darkstalkers. Es un buen ataque, pero no tanto como el de Ryu o Akuma, no obstante superándolos en velocidad. Lanzado en el aire marca una trayectoria diagonal.
- Shadow Blade:

Otro ataque especial traído de Darkstalkers. Se lanza en forma de "shuriken", emanando sombras. Golpea cerca de 5 veces, infligiendo un daño considerable. Como ocurre con Ryu, se utiliza el golpe débil para mayor seguridad contra ataques aéreos, pero se puede usar la versión fuerte cuando se efectúa un combo aéreo. Este ataque es extremadamente rápido usado comúnmente para cancelar ataques enemigos.
- Vector Drain:

Este es el súper agarre de Morrigan. Toma a su adversario, lo alza en el aire dando vueltas para finalizar con un gran impacto contra el suelo. Y como agarre, no puede ser bloqueado. Como contraparte a esta imposibilidad de bloqueo, el tiempo de recuperación es extenso.
- Valkyrie Turn:

Morrigan junta sus piernas en forma de taladro y se lanza hacia el adversario. Este movimiento es bastante bueno, ya que es rápido y puede sorprender al enemigo. Tiene poco tiempo de recuperación, al igual que su "Vector Drain".

### Poderes especiales
- Soul Eraser :

Es definitivamente el mejor ataque de Morrigan y aparece desde la saga Marvel vs. Capcom. Los murciélagos de Morrigan se convierten en 3 cañones, 2 pequeñas armas y una central, todas dando vueltas mientras disparan. Para equilibrar este letal movimiento, cuenta con la desventaja que es fácilmente previsible. En Capcom vs. SNK 2 este ataque fue retirado y se lo reemplazó por uno llamado "Soul Phoenix".
- Soul Phoenix:

Este ataque proviene de Marvel vs. Capcom para PlayStation en su versión alternativa. Consiste en que Morrigan empiece a despedir de su cuerpo poderes tipo corazones deformados que impactan contra el adversario, destrozándolo contra el suelo.
- Darkness Illusion:

En la saga Marvel vs. Capcom, este ataque inflige exactamente 33 golpes, en contraparte con su versión de Darkstalkers. Morrigan levanta a su adversario y, mientras otra imagen de ella aparece, lo golpean y patean sin piedad. También puede hacerse durante el salto o en el aire. Lo malo de este ataque es que es muy lento para conectar. En el videojuego Pocket Fighter, el holograma de Morrigan es cambiado por el personaje (real, no una ilusión) de Lilith, así que cuando uno ejecuta ese ataque, Morrigan recurre a Lilith y ambas golpean al enemigo.
En Tatsunoko vs. Capcom, el ataque logra infligir 46 golpes por sí solo, pero igual, sigue teniendo una corta trayectoria y es algo lento. Usualmente este ataque es usado en combinación con "Shadow Blade" u otros ataques similares para retener al enemigo y así asegurar el impacto, esto sin contar que de esta forma se agregan varios golpes al poder final, lo cual acumula un daño bastante considerable.
- Silhouette Blade:

Muy parecido al "Shoryu-reppa" de Ken, o al "Mesatsu Gou Shoryu" de Akuma. Mientras Morrigan alza el brazo, múltiples imágenes de Lilith brotan del suelo para golpear al adversario, una tras otra. Este ataque es del tipo de ataques que arrastra al adversario, así que no hay margen de error. Sin embargo, es el ataque más débil de Morrigan.
- Finishing Shower:

Morrigan dispara múltiples proyectiles oscuros desde sus alas. En SNK vs. Capcom: The Match of the Millennium estos proyectiles son luminosos.
En Tatsunoko vs. Capcom, son pequeños misiles, que normalmente dan entre 30 y 35 golpes. Es un especial poderoso, pero es bastante lento de conectar, ya que los proyectiles tardan como 1.5 segundos en empezar a ser disparados.
- Valkyrie Turn:

Una versión mejorada de su ataque del mismo nombre usada en Tatsunoko vs. Capcom. Morrigan vuela fuera de la pantalla y luego regresará por el lado contrario descendiendo en forma diagonal y si se presiona cualquier botón de ataque, Morrigan usará su "Valkyrie Turn" que puede golpear más de 30 veces y puede continuarse con un combo, haciéndolo uno de los mejores "supers" del videojuego. Obviamente, no funciona si el adversario está en la esquina opuesta.
- Eternal Slumber:

En la saga Marvel vs. Capcom, este es el poder más fuerte de Morrigan. De su boca sale disparado un corazón que recorre toda la pantalla hasta llegar al adversario, acto seguido se ve una escena cubierta con cortinas semi-traslucidas y en la cual se ven corazones brotando (por las poses de la silueta de Morrigan se da a entender perfectamente que golpea al adversario al mismo tiempo que hace poses sensuales), con lo cual deja al adversario fuera de combate. Este "ataque" es muy poco conocido, pero es el que más energía le quita al adversario en el videojuego. Este ataque también lo tiene un personaje llamado Rouge del videojuego Power Stone, también de Capcom.
Al acabar un combate si se pulsan los tres botones de patada o los tres de puñetazo, Morrigan en vez de hacer una pose de victoria se cambiara de ropa. Tiene dos modelos en función de los botones pulsados; uno con camisa blanca, pantalón rojo y zapatos, y otro con un top, falda, medias y zapatos

## Apariciones
Siendo un concepto novedoso para la cultura popular de Japón en aquel momento de 1994, las súcubos se introdujeron gracias a la sugerencia del productor Alex Jimenez a Capcom durante la fase de desarrollo del primer videojuego arcade. Como el videojuego ya tenía un personaje vampiro en Demitri, Jimenez sugirió cambiar a Morrigan de ser vampiresa a que ella fuera una súcubo. Según Jimenez, el equipo japonés no sabía qué era un súcubo hasta que él lo explicó y se entusiasmaron con esta posibilidad de cambio.[3] Aunque no es la primera en todas las multimedias internacionales, Morrigan fue la primera súcubo notable en aparecer en multimedias japonesas, convirtiéndola en el paradigma de las súcubos que se usaría como referencia en futuras producciones.
Debido a la naturaleza de las súcubos, las producciones sensuales japonesas comenzaron a usarlas una vez que su mitología se difundió de manera masiva gracias a la existencia de Morrigan; las súcubos en general comenzaron a aparecer en las multimedias japonesas después de la llegada de ella a los salones arcades. Su diseño ha sido ampliamente replicado hasta el punto de convertirse en un pilar de las súcubos en productos manga, anime, videojuegos y similares, particularmente su vestimenta con temática de vampiresa. En particular, Morrigan se ha convertido en una favorita de la comunidad de cosplay en todo el mundo. Otras multimedias japonesas rinden homenaje a Morrigan en forma de personajes vistiéndose como ella, como en el caso de Ultimate Girls (2006).
Debido a esta influencia en las multimedias populares japonesas, Morrigan es posiblemente más popular que la propia saga Darkstalkers, hasta el punto en que ha tenido más apariciones en otros videojuegos que la cantidad de videojuegos existentes de Darkstalkers y muchas más que cualquier otro personaje de esta misma saga
Dado el carisma y la interesante historia de este personaje, es normal que haya incursionado tanto en cómics, videojuegos e incluso series anime. Con algunas pequeñas variantes entre historia e historia, se pueden mencionar al menos las siguientes apariciones:

### Videojuegos
- Darkstalkers: The Night Warriors
- Night Warriors: Darkstalkers' Revenge
- Vampire Savior: The Lord of Vampires
- Pocket Fighter
- Super Puzzle Fighter II Turbo
- Marvel vs. Capcom: Clash of Super Heroes
- Gunbird 2 (personaje oculto solo en la versión de Dreamcast)
- Marvel vs. Capcom 2: New Age of Heroes
- SNK vs. Capcom: The Match of the Millenium
- Capcom vs SNK: Millenium Fight 2000
- Capcom vs SNK 2: Millonaire Fighting 2001
- Namco X Capcom
- We Love Golf!
- Cross Edge
- Tatsunoko vs. Capcom
- Marvel vs. Capcom 3: Fate of Two Worlds
- Ultimate Marvel vs. Capcom 3
- Project X Zone
- Project X Zone 2
- Marvel vs. Capcom: Infinite